# کومیکو گوتو
کومیکو گوتو (انگلیسی: Kumiko Goto؛ زادهٔ ۲۶ مارس ۱۹۷۴) یک موسیقی‌دان اهل ژاپن است. وی از سال ۱۹۸۴ میلادی تاکنون مشغول فعالیت بوده‌است.
از فیلم‌ها یا برنامه‌های تلویزیونی که وی در آن نقش داشته است می‌توان به شکارچی شهر اشاره کرد.